# Psicfreakblusbus
Psicfreakblusbus è l'album d'esordio del musicista italiano Dimitri Niccolai con lo pseudonimo di Tenedle album, pubblicato da Interbeat-Musica & Teste nel 2003.

## Tracce
1. A bordo
2. Il cerchio
3. Numero uno
4. Ruote
5. Un incubo
6. Surreale
7. Triplo salto mortale
8. Re delle galline
9. Piume
10. La donna che dorme
11. Misteriosa scomparsa
12. Corpo senza testa
13. Un altro io
14. Vestito di conchiglie
15. La banda sulle onde
16. Il nido
17. Fenomeno